# Rasqueta

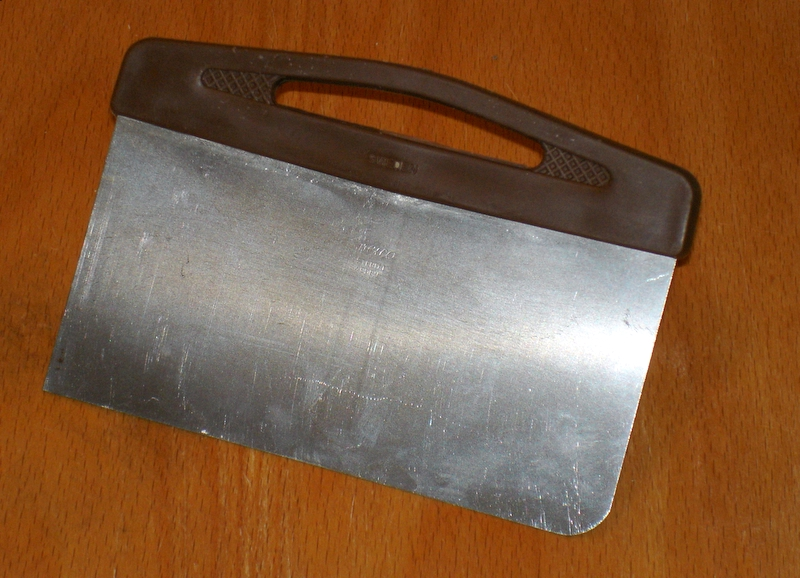
Rasqueta de panadero.

Una rasqueta es una herramienta en forma de plancha metálica con los cantos afilados con un mango de madera. Tiene una estructura y función similar a una espátula con la diferencia de tener la base de la cuchilla más ancha.

## Características
La rasqueta se utiliza para retirar manchas, suciedades o restos mediante el deslizamiento de la plancha sobre la superficie en que se encuentran y ejerciendo una presión lateral sobre el pegote para eliminarlo. Su sencillez de manejo y gran utilidad hace que sean muchas las profesiones o gremios que las cuentan entre sus herramientas habituales. Tal es el caso de pintores, escayolistas, fontaneros. En la cocina, se denomina rascador y se emplea, entre otros, por los panaderos. 
- los pintores y escayolistas las utilizan para eliminar los reboses de material que caen sobre los marcos de puertas o ventanas, rodapiés o el propio suelo
- los albañiles, para retirar el exceso de lechada de los azulejos o los restos de cemento del lucido
- los panaderos, para manejar la masa antes de hornearla cortándola, separándola de la mesa o trasladándola
- los fontaneros, para retirar el óxido y suciedad de cañerías y otras superficies metálicas
- en serigrafía, se utiliza la rasqueta para empujar la tinta a través del tamiz para impregnar el soporte a la vez que se elimina la cantidad sobrante. Para ello, es preciso un óptimo afilado de la misma.
- otra utilidad de la rasqueta es la eliminación de escarcha, insectos y suciedad adherida al parabrisas del coche. Para ello, existen modelos con cantos de plástico para no dañar la superficie del cristal.
- Otro de los usos de la rasqueta es para limpiar las placas o encimeras de la cocina. Se suelen usar otro tipo de rasquetas especiales pero el uso es el mismo.